# Anik Le Ray
Anik Le Ray est une scénariste française. Elle a principalement travaillé dans le domaine du cinéma d'animation.

## Biographie
À l'adolescence, Anik Le Ray se destine à l'écriture de romans pour enfants. Ce n'est que plus tard, vers l'âge de 40 ans, qu'elle s'intéresse au scénario en écrivant d'abord pour des téléfilms moyen métrage, des "spéciaux" de 26 minutes. 
En 1999, Anik Le Ray rejoint le studio La Fabrique pour travailler sur la couleur du film Le Château des singes. C'est à cette occasion qu'elle rencontre Jean-François Laguionie. Elle poursuit son travail avec lui par la suite et co-scénarise avec lui L'Île de Black Mór puis Le Tableau.

## Filmographie

### Courts-métrages
- 2001 : Un cadeau pour Sélim
- 2005 : Un beau matin
- 2005 : L'Ange tirelire

### Téléfilms
- 2002 : Le Cadeau empoisonné
- 2004 : L'Oiseau Do
- 2005 : Petit Wang
- 2007 : Alpha Bêta

### Longs-métrages
- 2004 : L'Île de Black Mór (avec Jean-François Laguionie)
- 2009 : Kérity, la maison des contes
- 2011 : Le Tableau  (avec Jean-François Laguionie)
- 2016 : Louise en hiver  (avec Jean-François Laguionie)

## Publications
- 2011 : Le Tableau (livre illustré du film)